# Río Baker
Râul Baker este un curs de apă localizat în regiunea Aysen în Patagonia chileană.

## Galerie

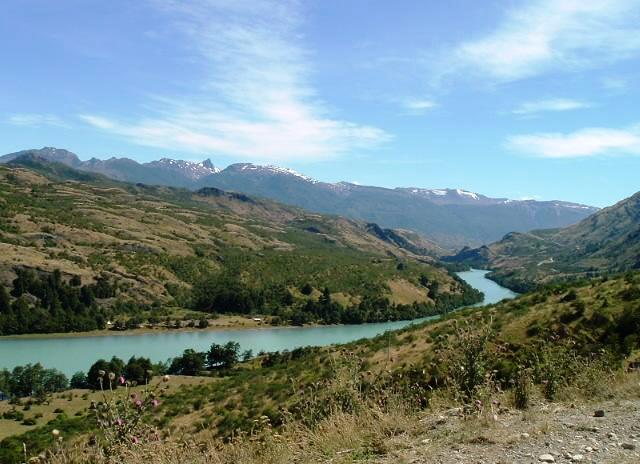
Kayaking este un sport popular pe râu
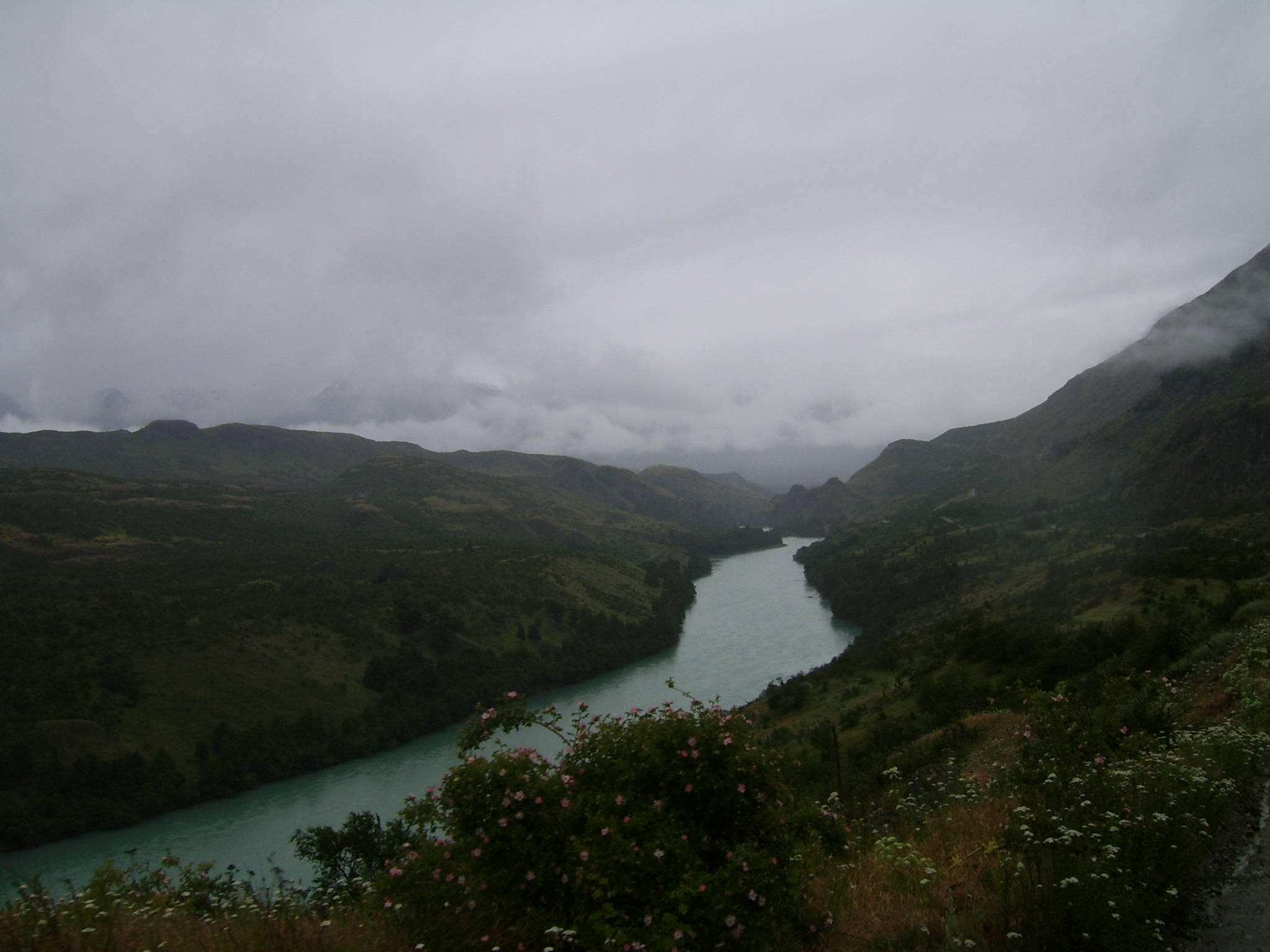
Iarna 2006